# Jordy Alcívar
Jordy Alcívar, né le 5 août 1999 à Manta en Équateur, est un footballeur international équatorien jouant au poste de milieu défensif au Club León, en prêt de l'Independiente del Valle.

## Biographie

### En club
Jordy Alcívar est formé par la LDU Quito, et c'est avec ce club qu'il fait ses débuts en professionnel, jouant son premier match le 15 juillet 2018 face au Deportivo Cuenca. Son équipe s'incline sur le score de deux buts à zéro ce jour-là.
Le 18 octobre 2021 est annoncé le transfert de Jordy Alcívar au Charlotte FC. Il signe un contrat courant jusqu'en décembre 2025 qui est effectif à partir de janvier 2022. Le 26 février 2022, il fait ses débuts en Major League Soccer contre D.C. United, s'inclinant 3-0. C'est par ailleurs le tout premier match disputé par son club en MLS.
Après vingt-deux rencontres avec le Charlotte FC durant la saison inaugurale du club, il est transféré pour un montant non-dévoilé à l'Independiente del Valle dans son pays natal le 24 novembre 2022.

### En sélection
Avec les moins de 20 ans, il participe au championnat sud-américain des moins de 20 ans en début d'année 2019. Lors de cette compétition, il joue un rôle de remplaçant mais participe tout de même à quatre rencontres. L'Équateur remporte ce tournoi. Il dispute ensuite quelques mois plus tard la Coupe du monde des moins de 20 ans organisée en Pologne. Lors du mondial junior, il est davantage utilisé, prenant part à six matchs. Les joueurs équatoriens se classent troisième du mondial en battant l'Italie lors de la « petite finale ».
En novembre 2020, Jordy Alcívar est convoqué pour la première fois avec l'équipe nationale d'Équateur, mais il reste sur le banc des remplaçants sans entrer en jeu lors de ce rassemblement.

## Palmarès
Équateur -20 ans
- Vainqueur du championnat de la CONMEBOL des moins de 20 ans en 2019
- Troisième de la Coupe du monde des moins de 20 ans en 2019